# Мандриоли (Кјети)
Мандриоли (итал. Mandrioli) је насеље у Италији у округу Кјети, региону Абруцо.
Према процени из 2011. у насељу је живело 43 становника. Насеље се налази на надморској висини од 320 м.